# SEPU
SEPU (acrónimo de «Sociedad Española de Precios Únicos») fue una cadena de grandes almacenes de España. Fundada en 1934 por los empresarios suizos de origen judío Henry Reisembach y Edouard Worms, llegó a contar con tiendas en Madrid, Barcelona y Zaragoza hasta su cierre en octubre de 2002.

## Historia
La empresa SEPU fue constituida en Barcelona el 9 de enero de 1934 por los empresarios suizos de origen judío Henry Reisembach y Edouard Worms. El primer gran almacén se abrió en Madrid en agosto de 1934, en un edificio de inspiración francesa en la Gran Vía que perteneció diez años antes al almacén Madrid-París. Un año después, el 26 de marzo de 1935, se inauguró una sucursal en La Rambla de Barcelona, con un edificio del arquitecto Ricardo de Churruca. En sus primeros años el negocio destacó por su política de precio único, más bajo que la competencia, por el que llegó a acuñar el popular eslogan «Quien calcula compra en SEPU».
Durante la década de 1930, los almacenes SEPU sufrieron una campaña de difamación antisemita orquestada por la Falange Española. El diario falangista Arriba acusaba directamente a la empresa de explotar a sus empleados gozando de algún tipo de connivencia con el poder:

Estos judíos de SEPU dan motivos para ocuparse diariamente de ellos por sus relaciones con los empleados que explotan. Si no bastara su sola presencia para producir la indignación, ahí están los atropellos que comete con su personal para sublevar al más tranquilo.
Nosotros preguntamos: ¿SEPU disfruta de patente de corso? ¿Quién ampara a SEPU? ¿Conoce el director de Trabajo los casos de SEPU?
"Siempre Sepu", Arriba, 6 de junio de 1935

Esta campaña, que comenzó desde el primer número del periódico y fue sistemática, era contemporánea en el tiempo e inspirada en los asaltos nazis a los comercios judíos en Alemania. En 1935 la tienda en Madrid fue asaltada por militantes de Falange, y los cristales del establecimiento fueron rotos en reiteradas ocasiones.
La situación de la empresa se normalizó a partir de la década de 1940. SEPU se mantuvo en manos de la familia suiza Goetschel, herederos de los fundadores, y llegó a contar con seis establecimientos en zonas céntricas de Madrid, Barcelona y Zaragoza, dirigidos a un comprador de clase media o media-baja con una gama de precios populares. No obstante, el empuje de otros grandes almacenes como El Corte Inglés o Galerías Preciados redujo su peso en el sector minorista español.
SEPU declaró la suspensión de pagos en 1984 y en 1994, ante el descenso de las ventas y el encarecimiento de los préstamos. Tras fallar en la reestructuración de la deuda, la empresa cerró en el 2000 su tienda de La Rambla para concentrarse en Madrid y Zaragoza. En el 2001 los propietarios suizos traspasaron SEPU al grupo anglo-australiano Partridge & Company, que prometió un duro plan de saneamiento. Sin embargo, la situación no podía remontarse y en octubre de 2002 anunciaron el cierre de sus tres últimas tiendas, la última de ellas en la Gran Vía de Madrid, con una deuda de 13 millones de euros a la Seguridad Social.